# Zeta Herculis
Zeta Herculis (ζ Her / 40 Herculis / HD 150680) è un sistema binario posto a circa 35 anni luce dal Sistema solare, nella costellazione di Ercole. La sua magnitudine apparente è +2,81 e nonostante abbia ricevuto la lettera ζ nella nomenclatura di Bayer, è la seconda stella più brillante della propria costellazione. A volte riceve anche il nome di Ruticulus, termine quest'ultimo utilizzato anche per Kornephoros (β Herculis).

## Osservazione
Si tratta di una stella situata nell'emisfero celeste boreale. La sua posizione moderatamente boreale fa sì che questa stella sia osservabile specialmente dall'emisfero nord, in cui si mostra alta nel cielo nella fascia temperata; dall'emisfero australe la sua osservazione risulta invece più penalizzata, specialmente al di fuori della sua fascia tropicale. La sua magnitudine pari a 2,8 le consente di essere scorta con facilità anche dalle aree urbane di moderate dimensioni.
Il periodo migliore per la sua osservazione nel cielo serale ricade nei mesi compresi fra aprile e ottobre; nell'emisfero nord è visibile anche per un periodo maggiore, grazie alla declinazione boreale della stella, mentre nell'emisfero sud può essere osservata solo durante i mesi d'inizio estate australi.

## Caratteristiche fisiche
La componente principale, Zeta Herculis A, è una stella di classe spettrale G0IV, classificata quindi come una subgigante gialla che ha abbandonato la sequenza principale per evolversi in stella gigante. È sei volte più luminosa del Sole ed ha una massa 1,45 volte maggiore. A poca distanza si trova la seconda stella, Zeta Herculis B, una nana gialla di sequenza principale di classe G7V, un poco più piccola, fredda e meno luminosa del Sole (0,62 L⊙), che ruota attorno alla principale su un'orbita piuttosto eccentrica in un periodo di circa 34,5 anni, a una distanza dalla compagna che varia dalle 8 alle 25 U.A.. 